# Болотин, Самуил Борисович
Самуи́л Бори́сович Боло́тин (23 мая 1901, Ташкент — 17 июля 1970) — русский советский поэт, переводчик, драматург, сценарист.

## Биография
Литературной деятельность начал заниматься в Ташкенте в 1920 году, там же обучался на факультете общественных наук в Среднеазиатском государственном университете.
Выпустил книгу стихов «Пропавшая тишина» (1931). Писал стихи и переводили песни со многих языков, чаще всего в соавторстве с супругой Татьяной Сикорской. Подчас они адаптировали переводы к нуждам исполнителей и требованиям цензуры настолько, что собственно переводами их произведения могут считаться лишь условно. Часто эти песни становились знамениты на всю страну, ибо попадали в репертуар Леонида Утёсова, Клавдии Шульженко; вокальный цикл «Испанские песни» создан Дмитрием Шостаковичем с использованием текстов в переводах Болотина и Сикорской.
Стихи обработанных Болотиным и Сикорской песен не единожды выходили в СССР отдельными книгами: «Песни простых людей» (1954); «Гитары в бою» (1968) и др. Работали они и как переводчики драматургии (Бертольд Брехт) и прозы (Дик Фрэнсис).
Член Союза писателей СССР с 1935 года. Награждён рядом медалей.
Скончался в 1970 году. Похоронен в Москве на Кунцевском кладбище в родственной могиле на участке 10.
Тексты песен (в скобках указан автор музыки):
- Колокольчики (Сергей Воскресенский)
- Марш пролетарской дивизии (Лев Шварц)
- Не бойтесь любви (Серафим Туликов)
- Неужели (Борис Мандрус)
- Отвори (обр. Борис Мандрус)
- Песня о Чапаеве (Анатолий Новиков)
- Степной гигант (Песня о Магнитострое): «Башкирский улус в степи кочевал…» (Варвара Гайгерова)
- Точно (Модест Табачников)

в соавторстве с Татьяной Сикорской
- Бомбардировщики
- Говорят, не смею я (Эдуард Колмановский)
- Голубка (Себастьян де Ирадьер Салаверри)
- Если вы были влюблены (Зара Левина)
- Куплеты Сако (Виктор Долидзе)
- Моя лилипуточка (Лев Шварц) из к/ф «Новый Гулливер»
- Небо (Сергей Воскресенский)
- Ни да, ни нет (Борис Мандрус)
- Северный полюс (Валентин Кручинин)
- Фраскита (обр. Борис Мандрус)
- Шёл отряд (Вадим Козин; Лев Шварц)

## Фильмография
- 1935 — Новый Гулливер — автор диалогов и текста песен
- 1937 — Весёлые музыканты — автор текста песен
- 1937 — Про журавля и лису, или Случай в лесу — мультфильм, автор текста песен
- 1938 — Руслан и Людмила — автор сценария совместно с И. Никитченко и В. Невежиным
- 1944 — Песня о Чапаеве — мультфильм, автор сценария
- 1952 — На дне — фильм-спектакль, автор сценария
- 1955 — Мексиканец — текст песен
- 1962 — Павлуха — текст песен
- 1972 — Руслан и Людмила — автор сценария
- 1975 — Под крышами Монмартра — автор сценария